# Paula Partido
Paula Partido Durán (* 2. März 2005 in Rivas-Vaciamadrid) ist eine spanische Fußballspielerin. Zumeist wird sie als Außenstürmerin eingesetzt.

## Karriere

### Verein
Paula Partido begann ihre Fußballlaufbahn mit acht Jahren in ihrer Geburtsstadt Rivas-Vaciamadrid bei Club Deportivo Covibar und Rivas Fútbol Club. Im Jahr 2017 wechselte sie in die Jugend von Madrid CFF, wo sie zwei Spielzeiten verbrachte, und im Sommer 2019 schließlich zu CD Tacón. Am ersten Juli 2020 wurde CD Tacón zur neuen Frauenfußballsektion von Real Madrid, die 15-jährige Paula Partido begann die Saison in der A-Jugend des Klubs und brachte es in acht Einsätzen auf sieben Tore. Parallel dazu debütierte sie am 15. November 2020 auch in der B-Mannschaft der „Königlichen“, brachte es in 12 Spielen auf sieben Treffer und stieg mit ihrer Mannschaft in die Primera División Nacional, der dritten Spielklasse in Spanien, auf. In der darauffolgenden Saison 2021/22 gehörte sie dem Kader der zweiten Mannschaft Real Madrids an, mit der sie den ersten Platz in ihrer Regionalgruppe belegte und somit den Aufstieg in die Segunda Federación erreichte, sie selbst steuerte in 13 Spielen drei Tore bei. Ihr Debüt in der Profimannschaft des Klubs feierte Paula Partido am 13. Oktober 2021 am zweiten Spieltag der Gruppenphase der Champions League gegen Breiðablik. Darüber hinaus kam sie in jener Saison auf zwei Einsätze in der spanischen Meisterschaft und einem im Pokal. Am 22. Dezember 2022 gelang ihr in einem Champions-League-Spiel gegen Vllaznia ihr erstes Tor für die A-Mannschaft von Real Madrid. Im Sommer 2023 wechselte Paula Partido auf Leihbasis für ein Jahr in die Scottish Women’s Premier League zu Celtic Glasgow.

### Nationalmannschaft
Paula Partido bestritt mit der U-16 Spaniens im April 2019 das Turnier von Montaigu, wo sie es auf drei Einsätze und ein Tor brachte. Ihr Debüt in der U-17-Nationalmannschaft feierte sie am 24. September 2021 im Zuge der Qualifikation zur Europameisterschaft 2022 gegen Nordirland. Spanien qualifizierte sie sich in der Folge für die Endrunde, wo Paula Partido mit ihrer Mannschaft erst im Endspiel nach Elfmeterschießen an Deutschland scheiterte. Sie selbst brachte es im Laufe des Turniers auf fünf Einsätze und einen Treffer. Bei der U-17-WM 2022 stand sie erneut im Aufgebot Spaniens. Die Ibererinnen konnten durch ein 1:0 im Endspiel gegen Kolumbien erfolgreich den Titel verteidigen. Paula Partido bestritt alle sechs Spiele.

## Erfolge
Verein
- Schottische Meisterschaft: 2023/24 (mit Celtic Glasgow)

Nationalmannschaft
- U-17-Weltmeisterschaft: 2022